# Riverbank
Riverbank est une municipalité américaine du comté de Stanislaus, en Californie. Au recensement de 2010, Riverbank comptait 22 678 habitants.

## Démographie
| 1930 | 1940  | 1950  | 1960  | 1970  | 1980  |
| ---- | ----- | ----- | ----- | ----- | ----- |
| 803  | 1 130 | 2 662 | 2 786 | 3 949 | 5 695 |

| 1990  | 2000   | 2010   | - | - | - |
| ----- | ------ | ------ | - | - | - |
| 8 547 | 15 826 | 22 678 | - | - | - |

## Jumelages
Tamazula de Gordiano (Mexique)
 Fuyang (Chine)